# Федоров Ігор Євгенович

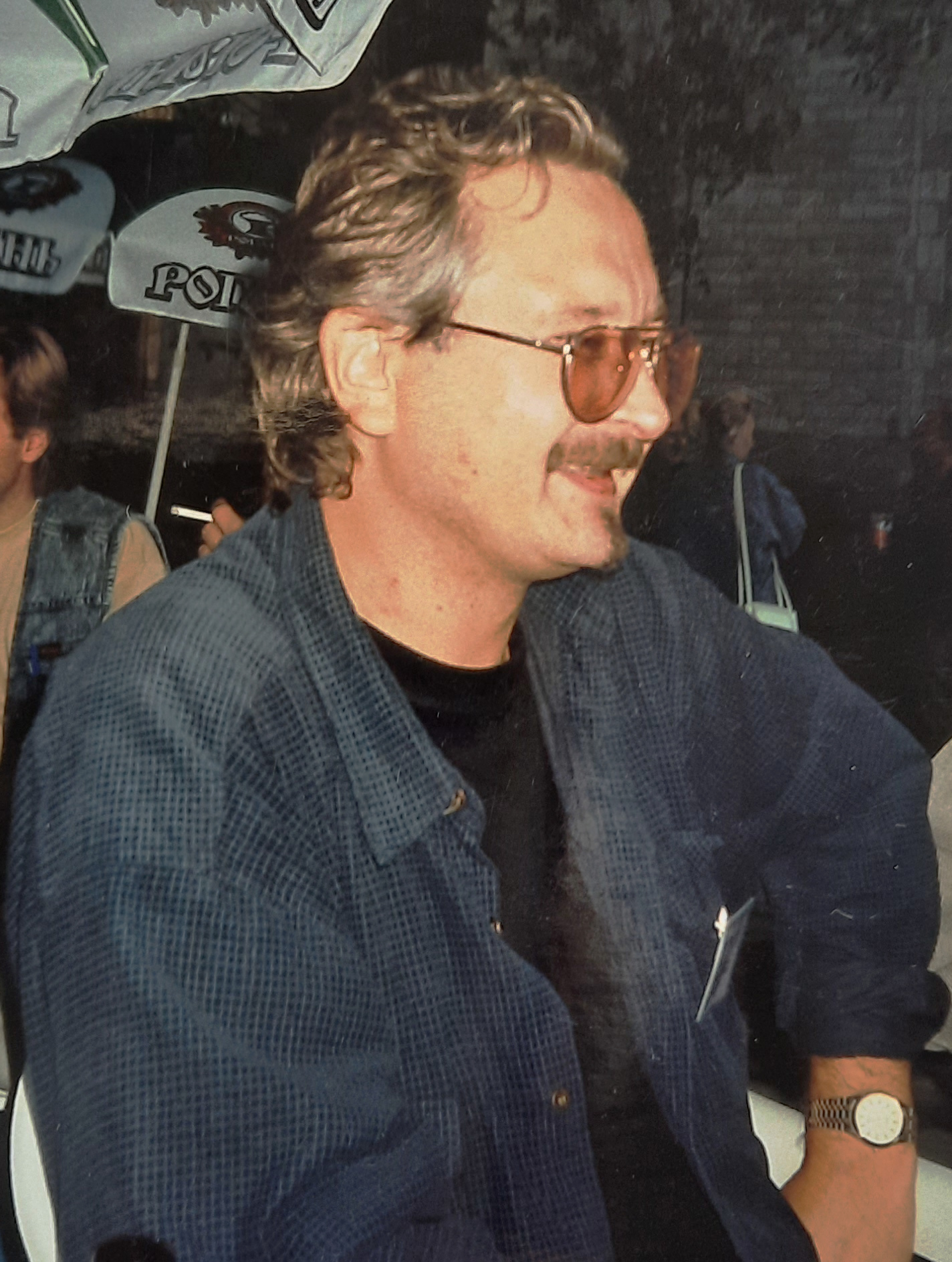
Федоров Ігор Євгенович

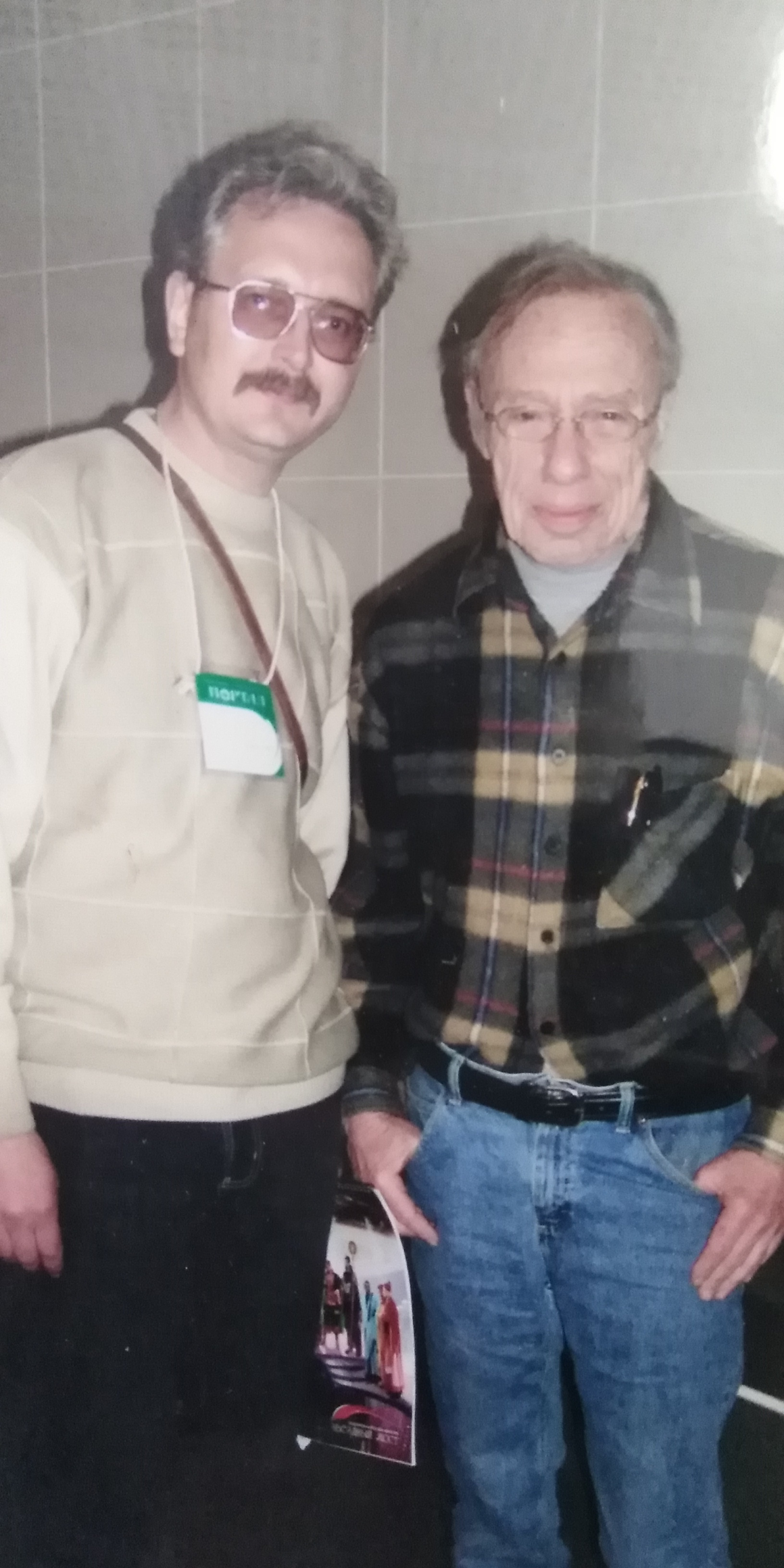
Федоров Ігор Євгенович та Роберт Шеклі

Федоров Ігор Євгенович — український письменник-фантаст, сценарист і перекладач з англійської мови.

## Біографія
Ігор Євгенович Федоров народився 21 грудня 1961 року у Вінниці. Помер 25 травня 2016 року в тому ж місті.
Батько, Євген Феофанович Федоров, був вченим-дослідником, а мати, Неля Миколаївна Федорова, працювала начальником виробництва ВО “Хімпром” і була автором рецептури прального порошку “Лотос”.
Після закінчення середньої школи №32 Ігор Федоров вступив до Вінницького політехнічного інституту на факультет автоматики та обчислювальної техніки, де здобув вищу освіту.

### Початок творчої діяльності
Публікуватися почав наприкінці 1980-х років у місцевій пресі. У 1988 році вийшли його оповідання «Трамвай до кінцевої» у журналі «Уральский следопыт» та «Лабіринт» у збірці «Румбы фантастики». У 1989 році опублікував першу книгу — збірку фантастичних оповідань «Відкриття».

## Творчість
Основним напрямком творчості Ігоря Федорова була наукова фантастика. Він був співавтором кількох сценаріїв до серіалу «Секретні матеріали». Разом із іншими письменниками заснував вінницький клуб любителів фантастики «Лабораторія», організовував всесоюзні зльоти любителів фантастики «Віннікон» і брав участь у численних конвентах фантастики в Україні та за кордоном.
Серед його робіт — збірка дитячих казок «Казки дивного лісу» (1996) та книга поезій «Кощун» (1999). Ігор Федоров також переклав з англійської мови роман Джейн Йолен «Карти печалі» (Cards of Grief, 1984).
Бібліографія
Українською мовою:
«Мрахи», оповідання (журнал «Наука-Фантастика», 1992)
Фантастичні мандри. (Бібліотечка журналу “Наш Край”. Випуск 63. 2024). 
Стаття про роман В. Савченка «Посада у Всесвіті» (журнал «Наука-Фантастика», 1993)
Російською мовою:
Збірка «Открытие» (1989)
Фантастична повість «Перша печать» (1991)
Роман «Новое небо» (2001)
Збірка «Городские сказки» (2001)

## Вшанування пам'яті
У 2019 році журнал «Вінницький Край» та Обласна організація Національної спілки письменників України заснували літературну премію імені Ігоря Федорова.